# Ain’t a Damn Thang Changed
Ain’t a Damn Thang Changed – debiutancki album amerykańskiego zespołu hip-hopowego WC and the Maad Circle. Został wydany 17 września, 1991 roku. Zadebiutował na 52. miejscu notowania Top R&B/Hip-Hop Albums.

## Lista utworów
| Nr | Tytuł                         | Goście                                               | Producent(ci)                            | Czas |
| -- | ----------------------------- | ---------------------------------------------------- | ---------------------------------------- | ---- |
| 1  | "Intro"                       |                                                      | Crazy Toones, Sir Jinx                   | 1:07 |
| 2  | "Ain’t a Damn Thang Changed"  |                                                      | Sir Jinx, WC, Chilly Chill, Crazy Toones | 3:32 |
| 3  | "The Break Up (Skit)"         | Cassanova Jeff, Crazy Toones                         |                                          | 0:27 |
| 4  | "Behind Closed Doors"         | Dawn Silva, Jackie Simley, M.L. Davis                | Sir Jinx, WC, Chilly Chill, Crazy Toones | 4:47 |
| 5  | "Out on a Furlough"           | Cassanova Jeff, Chilly Chill, Jazzy D, Mike, Big Gee | Sir Jinx, WC, Crazy Toones               | 5:18 |
| 6  | "A Crazy Break"               | J-Dee                                                | Crazy Toones                             | 0:56 |
| 7  | "Caught n a Fad"              |                                                      | Sir Jinx, WC, Chilly Chill               | 3:57 |
| 8  | "Fuck My Daddy"               | Foe Doe Taylor, Lil' Dee, Big Gee                    | Sir Jinx, WC                             | 3:58 |
| 9  | "Back on the Scene"           |                                                      | Crazy Toones                             | 1:06 |
| 10 | "Get Up on That Funk"         | Chilly Chill, Jazzy D, Big Gee                       | Sir Jinx, WC                             | 3:50 |
| 11 | "Gettin' Looped / Dress Code" | Big Gee                                              | Sir Jinx, WC, Chilly Chill, Crazy Toones | 4:01 |
| 12 | "Smokers La La Bye"           | Kaeco                                                | Crazy Toones, Sir Jinx                   | 1:16 |
| 13 | "You Don't Work, U Don't Eat" | J-Dee, MC Eiht & Ice Cube                            | Crazy Toones, Sir Jinx                   | 4:27 |
| 14 | "Grandma Locked Out (Skit)"   | Sir Jinx                                             | WC                                       | 0:37 |
| 15 | "Ghetto Serenade"             |                                                      | Sir Jinx, WC, Crazy Toones               | 4:04 |
| 16 | "Back to the Underground"     |                                                      | Sir Jinx, WC                             | 3:41 |
| 17 | "A Soldiers Story"            | Dawn Silva, Jackie Simley, M.L. Davis                | Sir Jinx                                 | 2:45 |